# Lake Grace
Lake Grace – miasto w Australii, w stanie Australia Zachodnia.